# Peintre
Peintre is een gemeente in het Franse departement Jura (regio Bourgogne-Franche-Comté) en telt 135 inwoners (1999). De plaats maakt deel uit van het arrondissement Dole.

## Geografie
De oppervlakte van Peintre bedraagt 6,2 km². De bevolkingsdichtheid is 21,8 inwoners per km².

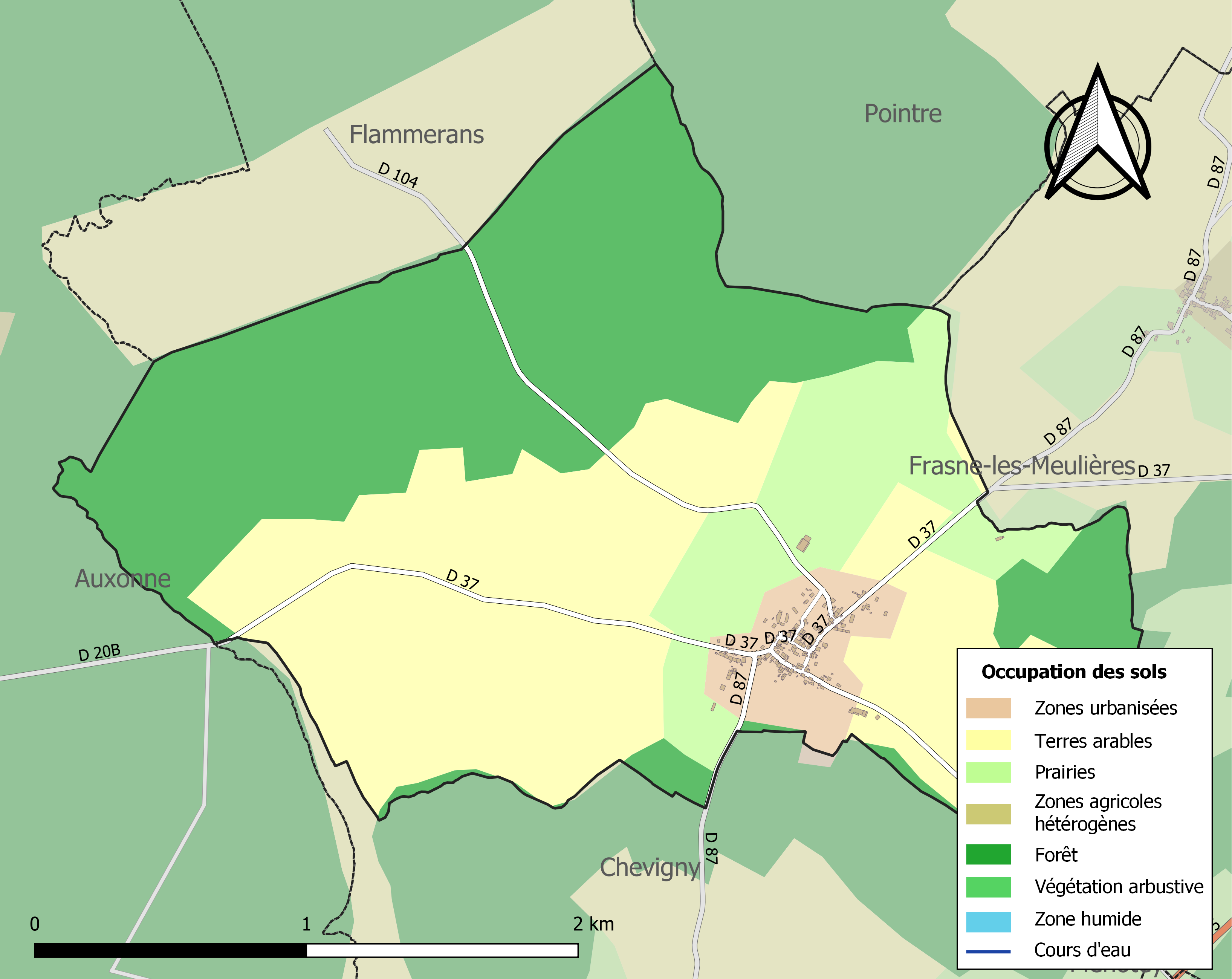
Kaart van de gemeente met de belangrijkste infrastructuur, bodemgebruik en omliggende gemeenten

## Demografie
Onderstaande figuur toont het verloop van het inwonertal (bron: INSEE-tellingen).